# Isabelle d'Artois
Isabelle d'Artois, morte en 1344, est la fille de Philippe d'Artois (1269-1298) et de Blanche de Bretagne.
Elle devient nonne à Poissy.